# Шарада (мультфильм)
Шарада (англ. Charade) — канадский мультфильм, снятый в 1984 году режиссёром Джоном Миннисом. В 1985 году номинирован на премию Оскар в категории Премия «Оскар» за лучший анимационный короткометражный фильм.

## Сюжет
В мультфильме рассказывается про двоих ведущих, которые по очереди загадывают название фильма или книги. Первый изображает очень доходчиво, но зрители упорно не могут угадать очередное название. Второй ведущий изображает не пойми что, но зрители почему-то сразу отгадывают. В конце концов, это выводит первого ведущего из себя…

## В ролях
- Джон Миннис (в титрах как Jon Minnis)